# Idioma kenati
El kenati (también llamado ganati, kenathi o aziana) es una lengua papú poco documentada hablada por unas 950 personas en la región de las Tierras Altas de Papúa Nueva Guinea. Sus hablantes se reparten entre tres aldeas situadas en la provincia de las Tierras Altas Orientales, más específicamente en el distrito de Wonenara

## Clasificación
S. Wurm (1960, 1975) clasificó esta lengua dentro de las "lenguas de las Tierras Altas de Nueva Guinea Oriental" como una rama independiente. M. Ross (2005) no encontró evidencia significativa para esta clasificación y dejó a esta lengua como lengua pendiente de clasificación. Sin embargo, Ethnologue (2009) la clasifica más específicamente dentro de las lenguas Kainantu, otra rama de las lenguas de las Tierras Altas de Wurm.